# Dänischer Freiheitsrat
Der Dänische Freiheitsrat (dänisch: Danmarks Frihedsråd) wurde im September 1943 als politisches Gremium im Untergrund zur Befreiung Dänemarks gegründet. Bis zum Ende des Jahres schlossen sich ihm alle bedeutenden dänischen Widerstandsbewegungen unterschiedlichster politischer Orientierung sowie die Exildänen an, so dass er die Widerstandsaktivitäten koordinieren und Vorbereitungen für die Nachkriegszeit treffen konnte. Vorbild war der polnische Untergrundstaat.

## Politische Ausgangssituation
Im Sommer 1943 forderte die deutsche Besatzungsmacht nach Streiks und vermehrten Sabotageakten des vom britischen Geheimdienst SOE mit Waffen und Sprengstoff unterstützten und erstarkenden dänischen Widerstandes ultimativ ein härteres Vorgehen der dänischen Behörden gegen die dänischen Widerstandsgruppen. Am 29. August löste die Wehrmacht die verbliebenen dänischen Militäreinheiten gewaltsam auf und internierte deren Offiziere. Die deutsche Militärmacht Übernahm die Kontrolle über den dänischen Staat und enthob die Regierung ihrer Befugnisse. Die deutschen Militär- und Polizeikräfte wurden teils zur Auseinandersetzung mit dem Widerstand aber auch als Vorbereitung für die geplante Deportation der Juden verstärkt.

## Gründung
Die Gründungsidee wurde am 1. August 1943 von Frode Jacobsen (Schriftsteller und sozialistischer Politiker), Erling Foss (Kontakte zum dänischen Militärgeheimdienst), Mogens Fog (Zeitung Frit Denmark, Kommunistische Partei) und Aage Schoch (ehemals Redakteur Nationaltidende mit Kontakt zum SOE) besprochen. Gründungsmitglieder am 16. September 1943 waren Børge Houmann (DKP), Jørgen Staffeldt (Dansk Samling), Jacobsen, Foss, Schoch und als ständiger Berater der dänische Schriftsteller und SOE-Offizier Fleming B. Muus. Die Gründung wurde durch den dänischen Rat in London unter John Christmas Møller über die dänischen Nachrichten der BBC und die wichtigen dänischen Untergrundzeitungen De Frie Danske und Land og Folk verbreitet. Im Dezember schlossen sich noch nach Verhandlungen mit General Gørtz die Untergrundorganisationen des aufgelösten dänischen Militärs an, die bis dahin auf Distanz zu den Kommunisten bedacht waren.

## Maßnahmen und Ereignisse
Am 29. Oktober 1943 erfolgte nach zwei Anschlägen auf von Deutschen frequentierte Gaststätten der Aufruf an den Widerstand ungezielte und zufallsbedingte Anschläge einzustellen. Repräsentanten der deutschen Besatzungsmacht sollten nicht angegriffen werden, um Gegenmaßnahmen wie in Lidice zu vermeiden. Die Liquidierung von Spitzeln und Verrätern (sog. Stikker) wurde erlaubt aber ansonsten konzentrierte man sich hauptsächlich auf Sabotageaktionen gegen kriegswichtige Infrastruktur und Überfälle zur Waffenbeschaffung.
Im November 1943 wurde das politische Programm in der Broschüre "Wenn Dänemark wieder frei ist" mit einer Auflage von 100.000 Exemplaren veröffentlicht.
Beim spontanen Kopenhagener Volksstreik vom 28. Juni bis 12. Juli 1944 beeinflusste der Freiheitsrat die Streikbewegung und mit der Besatzungsmacht wurde die Aufhebung der abendlichen Ausgangssperre sowie der Abzug des verhassten Schalburgkorps aus Kopenhagen ausgehandelt.
Im Juni 1944 etablierte der Freiheitsrat einen Kommandoausschuss, der den Supreme Headquarters Allied Expeditionary Force (SHAEF) unterstellt war. Damit erkannte die gesamte Organisation in militärisch-operativer Hinsicht das Kommando des SHAEF an. Am 30. Juli 1944 traf ein Vertreter des Freiheitsrats als Gesandter in Moskau ein. Damit wurde die Organisation durch die Sowjetunion als legitime Vertreterin Dänemarks anerkannt.
Am 23. Juni 1945 löste sich der Freiheitsrat auf.

## Gremien und Vertretungen
Die wichtigsten Gremien des Freiheitsrates waren:
- Der Militärausschuss unter Stig Jensen kümmerte sich um die Aufstellung der dänischen Untergrundarmee, die zum Ende des Krieges 20.000 Mann zählte und der dänischen Exiltruppen in Schweden (Dänische Brigade und Dänische Flottille).
- Der Presseausschuss war zuständig für die Untergrundzeitungen.
- Der Sabotageausschuss diente als Generalstab für die Sabotageakte der aus Sicherheitsgründen autonomen Sabotagegruppen.
- Der Rechtsausschuss erarbeitete die rechtlichen Grundlagen für die Nachkriegszeit.
- Der Arrestationsausschuss bereitete die Festsetzung von Kriegsverbrechern und Kollaborateuren vor.

Im Ausland wurde der Rat vertreten durch Ebbe Munck und später Erling Foss in Schweden, durch John Christmas Møller in London und Thomas Døssing in Moskau.
Das Spitzengremium, der eigentlich Freiheitsrat, tagte in der Regel wöchentlich unter konspirativen Bedingungen an wechselnden Orten in Kopenhagen.